# Alchemilla nieto-felineri
Alchemilla nieto-felineri é uma espécie de rosácea do gênero Alchemilla, pertencente à família Rosaceae.